# Paul Koller
Paul-Friedrich Koller (Judenburg, 22 febbraio 2002) è un calciatore austriaco, difensore dell'Altach.

## Carriera

### Club
Koller è cresciuto nel settore giovanile dell'Admira Wacker M., club che nel 2018 lo ha assegnato alla propria seconda squadra in Regionalliga. Ha esordito in prima squadra il 21 maggio 2021 gicando da titolare l'incontro di Bundesliga pareggiato 1-1 contro l'Altach.
Nel gennaio del 2022 è stato ceduto a in prestito con opzione al Grazer AK, club dove aveva militato fra il 2008 ed il 2016. Riscattato al termine della stagione, il 29 luglio ha segnato il suo primo gol fra i professionisti proprio contro la sua ex squadra, l'Admira.

### Nazionale
Ha giocato nelle nazionali giovanili austriache Under-16, Under-17, Under-18, Under-19 ed Under-21.

## Statistiche

### Presenze e reti nei club
Statistiche aggiornate al 6 aprile 2024.
| Stagione        | Squadra          | Campionato      | Campionato | Campionato | Coppe nazionali | Coppe nazionali | Coppe nazionali | Coppe continentali | Coppe continentali | Coppe continentali | Altre coppe | Altre coppe | Altre coppe | Totale | Totale | Totale |
| Stagione        | Squadra          | Comp            | Pres       | Reti       | Comp            | Pres            | Reti            | Comp               | Pres               | Reti               | Comp        | Pres        | Reti        | Pres   | Reti   |        |
| --------------- | ---------------- | --------------- | ---------- | ---------- | --------------- | --------------- | --------------- | ------------------ | ------------------ | ------------------ | ----------- | ----------- | ----------- | ------ | ------ | ------ |
| 2018-2019       | Admira Wacker M. | RL              | 1          | 0          |                 | -               | -               |                    | -                  | -                  |             | -           | -           | 1      | 0      |        |
| 2019-2020       | Admira Wacker M. | RL              | 12         | 0          |                 | -               | -               |                    | -                  | -                  |             | -           | -           | 12     | 0      |        |
| 2020-2021       | Admira Wacker M. | RL              | 7          | 2          |                 | -               | -               |                    | -                  | -                  |             | -           | -           | 7      | 2      |        |
| 2021-2022       | Admira Wacker M. | RL              | 11         | 0          |                 | -               | -               |                    | -                  | -                  |             | -           | -           | 11     | 0      |        |
| 2020-2021       | Admira Wacker M. | BL              | 1          | 0          | CA              | 0               | 0               |                    | -                  | -                  |             | -           | -           | 1      | 0      |        |
| 2021-2022       | Grazer AK        | 2L              | 7          | 0          | CA              | 0               | 0               |                    | -                  | -                  |             | -           | -           | 7      | 0      |        |
| 2022-2023       | Grazer AK        | 2L              | 19         | 4          | CA              | 3               | 1               |                    | -                  | -                  |             | -           | -           | 22     | 5      |        |
| 2023-2024       | Altach           | BL              | 24         | 2          | CA              | 3               | 0               |                    | -                  | -                  |             | -           | -           | 27     | 2      |        |
| Totale carriera | Totale carriera  | Totale carriera | 82         | 8          |                 | 6               | 1               |                    | -                  | -                  |             | -           | -           | 88     | 9      |        |